# Bitva u Chrastavy
Bitva u Chrastavy, známá také jako u Machendorfu (u Machnína), byla jednou z bitev husitských válek. Odehrála se 11. listopadu 1428 poblíž vesnice Machnín stojící mezi Chrastavou a Libercem. Polní vojsko sirotčího svazu v čele s hejtmanem Janem Královcem z Hrádku se zde při zpáteční cestě z rejsy ze Žitavska utkalo s vojenskými oddíly lužických měst. Výsledek bitvy nelze přesně stanovit, neboť v její první fázi se podařilo lužickým vojákům dosáhnout taktického vítězství tím, že husitům ukořistili velkou část spížních vozů, zanedlouho však byli obráceni na útěk a bojiště opanovali sirotci. Nicméně ztráta vozů s proviantem byla pro Jana Královce zdrcující, jelikož zásoby byly určeny pro jednotky obléhající hrad Lichtenburk. V několika dnech proto shromáždil nové posily a mnohem úspěšněji vpadl na území Kladska a Slezska.

## Předehra
Koncem měsíce července 1428 zahájilo polní vojsko sirotků obléhání hradu Lichtenburka, z nějž purkrabí Jan Městecký jménem Liška, ve spolupráci s loupeživým rytířem Oldřichem Močihubem z Královic, ovládal podhůří Železných Hor a horní Posázaví. Dobře situovaná posádka kladla houževnatý odpor, v jehož důsledku začali husité pociťovat nedostatek spíže. Proto 1. listopadu pět sirotčích houfů pod velením hejtmana Jana Královce vyrazilo na kořistní výpad směrem do Horní Lužice. V průběhu rejsy tyto oddíly vyplenily okolí Žitavy a Löbau a do Čech se vracely směrem k Hrádku nad Nisou. Vozy naplněné kořistí však výpravu značně zpomalovaly, čehož využili velitelé žitavské a zhořelecké hotovosti, hornolužický fojt a hejtman krále Zikmunda Lucemburského v knížectví Svídnicko–javorském Albrecht z Koldic a dolnolužický fojt Hanuš z Polenska, kteří napadli zadní voj kolony u Machendorfu.

## Bitva
Z běžně dostupných českých písemných pramenů o bitvě z 11. listopadu 1428 velmi lakonicky hovoří pouze Staré letopisy české, soubor drobných kronik, psaných od sklonku bojovného husitství jako pokračování různých starších kronikářských prací, které jako první do jediného díla soustředil historik František Palacký.
| „                      | Téhož roku vojsko sirotků spolu se sirotčími městy oblehlo Lichnici; nadělali kolem hradu příkopy a bašty, sruby, ohrady a obsadili je lidmi. Obléhali jej skoro rok a nedobyli. Potom téhož roku o Všech svatých zanechali na baštách u Lichnice posádku a odtáhli se svým hejtmanem Královcem k Žitavě pro zásoby. Němci se shromáždili a udeřili na ně u Chrastavy a pobyli mnoho práčat a bratří. Oni se vzchopili a Němce porazili. | “ |
| — Staré letopisy české | |   |

Mimo tuto práci se o události hovoří i anonymní dílo přímého účastníka husitských válek s názvem Kronika starého pražského kolegiáta. Ze zahraničních autorů o střetnutí hovoří dvorní životopisec krále Zikmunda Lucemburského Eberhard Windecke (Denkwürdigkeiten zur Geschichte des Zeitalters Kaiser Sigmunds), jenž událost považoval za vítězství, které připisoval pouze Hanušovi z Polenska. O střetnutí se ve své literární práci zmiňuje i žitavský městský úředník Johannes von Guben (Jahrbuecher des zittauischen Stadtschreibers Johannes von Guben und einiger seiner Amtsnachfolger).
Podle výše zmiňovaných textů je pravděpodobné, že útok na zadní voj byl pro sirotky naprostým překvapením. Hned při prvním úderu ztratili většinu spížních vozů a zhruba 400 vojáků ponechaných k jejich obraně. Někteří byli zabiti na místě, jiní utopeni, další byli upáleni ve stodolách. Zbytek husitského vojska se dal patrně na kvapný ústup. Jan Královec však dokázal své muže včas zkonsolidovat a vzápětí s nimi provedl zdařilý protiútok. Po nastalém střetnutí, v jehož průběhu našel smrt i žitavský fojt, lužické oddíly opustily bojiště.

## Důsledky
Ačkoli sirotci přinutili protivníka ustoupit, získat zpět spížní vozy se jim nepodařilo. Další cesta Jana Královce proto nevedla k Lichtemburku, ale na domovské Hradecko. Zde shromáždil nové posily, s nimiž o několik dní později vyrazil na rejsu směřující do Kladska a později i do Slezska. Tato akce, k níž se připojili i husité z Moravy, byla již mnohem zdařilejší a k Lichtemburku se výprava vrátila obtížená značnou kořistí. Navzdory tomuto úspěchu se 300 obránců pevnosti vzdalo teprve rok a čtvrt po zahájení obléhání (25. listopadu 1429).

#### Prameny
- WINDECKES, Eberhart. Denkwürdigkeiten zur Geschichte des Zeitalters Kaiser Sigmunds. Berlín: Dr. Wilh. Altmann, 1893. 649 s.
- Prameny dějin českých. Příprava vydání Josef Emler. Svazek VII. Praha: V komisi Dr. Grégr a Ferd. Dattel 258 s. (latinsky)
- Ze starých letopisů českých. Praha: Svoboda, 1980. 580 s.
- Scriptores rerum Lusaticarum. Görlitz: Im Selbstverlage der Gesellschaft, 1839. 521 s. Dostupné online. Kapitola Jahrbuecher des zittauischen Stadtschreibers Johannes von Guben und einiger seiner Amtsnachfolger.

#### Sekundární literatura
- ČORNEJ, Petr. Velké dějiny zemí Koruny české V. 1402-1437. Praha: Paseka, 2000. 790 s. ISBN 80-7185-296-1.
- FRANKENBERGER, Otakar. Naše velká armáda - díl III. Praha: Zemědělské knihkupectví, 1921. 188 s.
- PALACKÝ, František. Dějiny národu Českého v Čechách a na Moravě. Praha: B. Kočí, 1907. 1279 s.
- ŠMAHEL, František. Husitská revoluce. 3. Kronika válečných let. Praha: Karolinum, 1996. 420 s. ISBN 80-7184-075-0.